# ORGASM (X Japan單曲)
"Orgasm"(オルガスム)是X Japan於1986年4月1日發行的單曲。也是Extasy Records的第一個作品。這首曲子因其歌詞裡帶有明顯的性意味而引人注目。
Orgasm在演唱會中也是出現頻率很高的一首曲子；演奏此曲時X Japan的團員會和歌迷有許多的互動，團長Yoshiki從獨立樂團時期起便會在歌曲進行中拿著乾冰槍跑向台下的觀眾群中，伴隨台上的吉他手和貝斯手會不停反覆相似的旋律，以及主唱Toshi的吶喊，經常讓演唱會引起一陣高潮。
B面裡的X和常見於演唱會版本不同之處，在於後半段吉他獨奏的旋律，而X更成為演唱會中必定出現的高潮；全場的歌迷除了會讓雙手在空中交叉擺出英文的X，還會跳躍著喊出X，這就是出現在X演唱會中著名的"X 跳躍"。這個"X跳躍"甚至讓演唱會附近的人感到有些許的搖晃，而在2008年舉辦復出演唱會之際，東京巨蛋附近更是貼上了"跳躍禁止"的標語，然而演唱會的氣氛仍然引起全場歌迷做起"X跳躍"。
X在現場演唱時，Toshi會依序喊出團員的名字，原本的順序為:Heath→Pata→Hide→Yoshiki→Toshi；復出後隨新團員SUGIZO的加入，順序則變成:Heath→Pata→Sugizo→Hide→Yoshiki→Toshi。曲子演唱到一個段落結束後，Toshi和全場歌迷會吶喊"We are X"和"You are X"的口號，接著Hide更會以"飛べ飛べ飛べ…"的吶喊鼓動歌迷，讓歌迷再一起和X Japan進入最後一次的合唱。

## 曲目
| 曲序 | 曲目               |        | 作曲    | 时长 |
| ---- | ------------------ | ------ | ------- | ---- |
| 1.   | Orgasm(オルガスム) | 白鳥瞳 | Yoshiki | 2:55 |
| 2.   | Time Trip Loving   | Toshi  | Jun     | 3:38 |
| 3.   | X                  | 白鳥瞳 | Yoshiki | 5:25 |

## 演出團員
- Toshimitsu "Toshi" Deyama – 主唱
- Yoshiki Hayashi – 鼓手
- Hisashi "Jun" Takai – 吉他
- Hikaru Utaka – 貝斯